# Xanthodonta argyllacea
Xanthodonta argyllacea är en fjärilsart som beskrevs av Sergius G. Kiriakoff 1961. Xanthodonta argyllacea ingår i släktet Xanthodonta och familjen tandspinnare. Inga underarter finns listade i Catalogue of Life.